# 人工降雪機

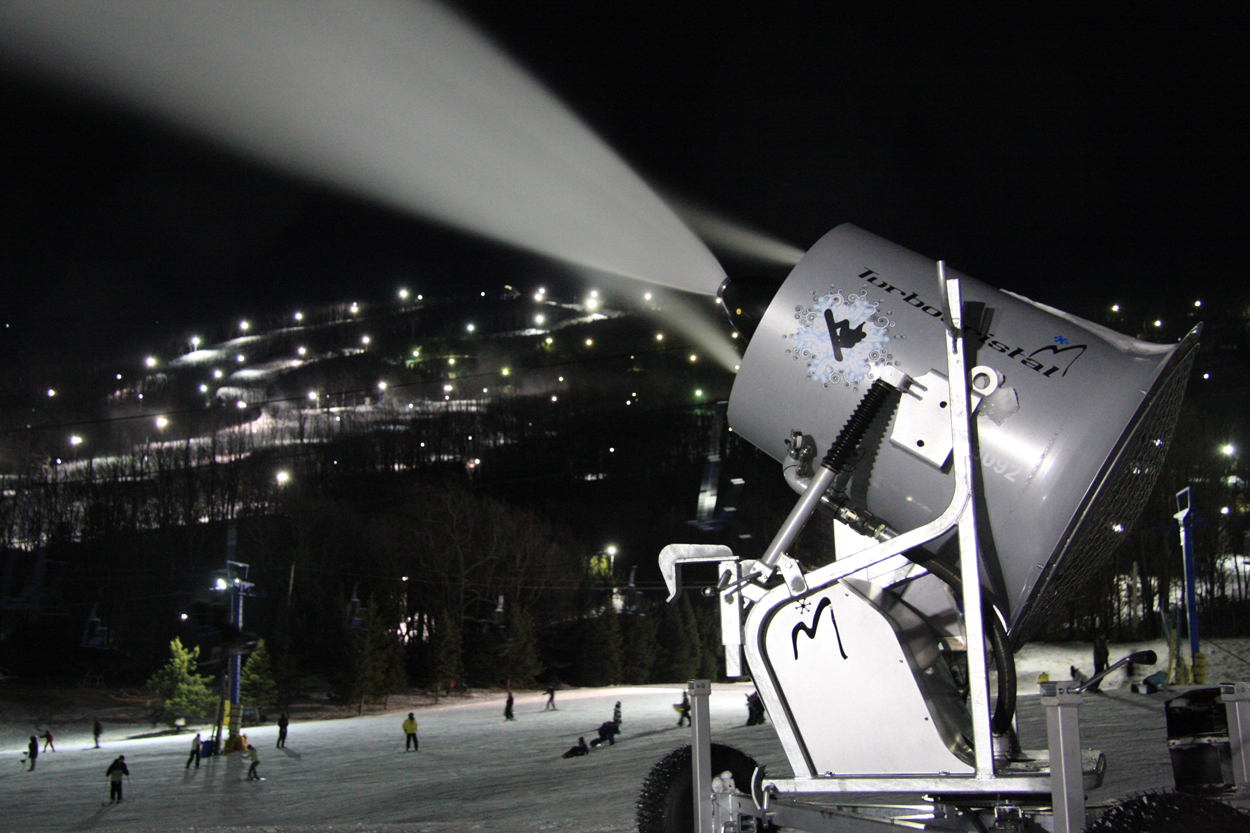
アメリカ合衆国、キャメルバックスキー場に設置された人工降雪機。

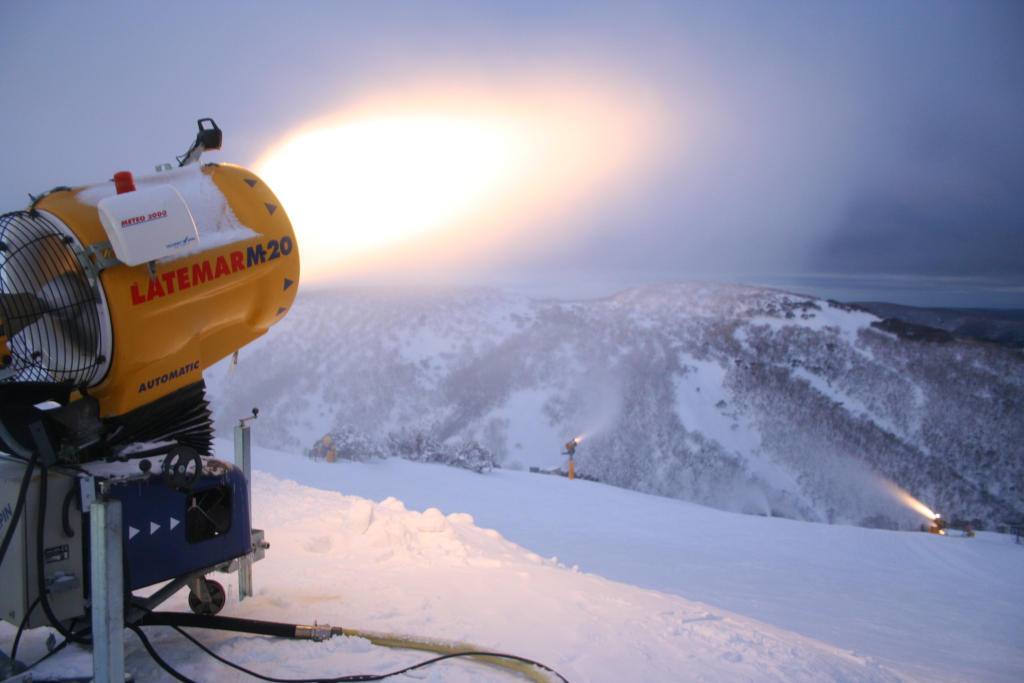
オーストラリア、ホーサム・スキー場において。

人工降雪機（じんこうこうせつき、英: snowmaking gun, snow cannon など）とは、低温の大気中に水を噴霧することで人工的に雪を作り、積雪を生じさせるための装置である。大きく分けて、圧縮空気の噴射で散雪を行うガンタイプ（スノーガンとも）、大型のファンを用いるファンタイプ（スノーマシンとも）がある。砕氷による微小な氷結晶を雪として散布する装置は人工造雪機と呼んで区別することもある。このほか、屋内スキー場では高吸水性高分子に水を含ませて凍らせたタイプの人工雪も用いられる。本項では主に狭い意味の人工降雪機を扱う。
人工降雪は主にスキー場において天然雪の不足を補うために利用される。2015年現在、日本の場合は国内にあるスキー場の約35%が人工降雪機を備えている。暖冬の年度などにも一定の積雪を得られるほか、オープン期間を秋の終わりから春の初めまでに拡大することができる。また、気温は充分に低いものの降水量が少ない地域においてもスキー場を開設することができる。屋内スキー場は降雪機を用いてスロープを整備するものが多い。この場合、室内の気候を制御することによりどの季節でも造雪が可能となる。このほかの利用例としては、展示・体験用や、車両や住宅の耐候試験用、科学研究用などがある。
雪を作るには温度が一定以下でなければならない。湿度が低い、乾いた空気の中では造雪可能温度は高まる。ただし、実地で基準として用いられるのは温度や湿度ではなく両者の効果を含んだ湿球温度である。

## 歴史

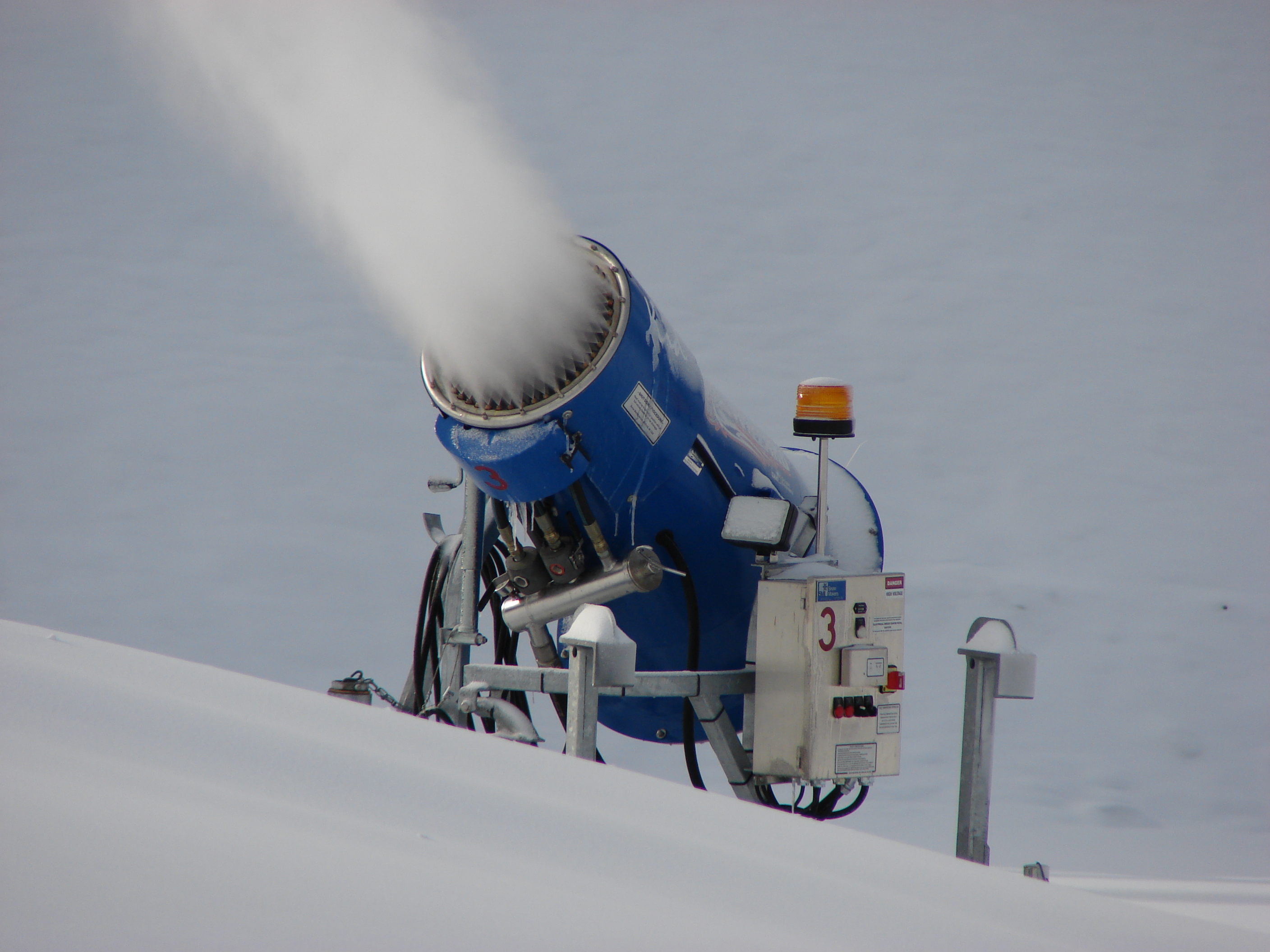
カナダのキャンモア・ノルディック・センター州立公園でフル稼働中の降雪機。

人工的な雪を1936年に初めて作成したのは中谷宇吉郎である。中谷はチャンバー内に自然雪の気相成長条件に近い環境を作り、少数個の雪結晶を成長させた。この方法は雪の結晶形の学術的研究を目的とするもので、商業利用はほとんど行われていない。
1949年、米国モホーク・マウンテンスキー場において初めて砕氷式の人工雪が使用された。これに触発されたアート・ハント、デイブ・リッチー、ウェイン・ピアースらは、このスキー場の所有者と協力して、塗装用のスプレーガンから空気と水を噴射する方式の降雪機を実用化した。ハントらは後にこの方式の特許を取った。米国のグロッシンガーズ・キャッツキル・リゾートホテル（en）は初めて人工降雪機を用いて通年のスキー場営業を行った（1952年）ことで知られている。1960年代には現在使用されているタイプに近いスノーガンやスノーマシンが相次いで実用化された。
日本においても人工雪の利用は古く、1936年夏、両国国技館において天井から雪を降らせるイベントが企画され、このために氷を切削する装置が考案された。1953年には米国から輸入された人工造雪機「アイスシュリンガー」により、後楽園球場で冬季限定の人工雪スキー場が開設された。その数年後、狭山スキー場や「六甲山人工スキー場」（現六甲山スノーパーク）をはじめとするスキー場にもアイスシュリンガーが導入された。1961年に人工降雪機を日本で初めて導入したのは軽井沢スキー場（現軽井沢プリンスホテルスキー場）である。降雪機の利用は1970年代の初めから拡大し始め、近年は多くのスキー場が人工降雪に大きく依存している。日本産の人工降雪機は1978年に樫山工業が開発したのが最初であり、同社は2016年現在でも日本国内におけるシェアのトップを占めている。冬季オリンピックに人工降雪機が採用されたのは レークプラシッド（1980年）が初である。日本ではオリンピック報道により人工降雪機の認知と普及が進んだ。
近年の人工降雪機は効率を向上させるための付加機構を備えている。かつては降雪機の性能はオペレータの技術に左右されていたが、現在では精密なコンピュータ制御が人の手を補っており、最適条件の時のみ造雪を行うことができるようになっている。氷点以上の気温でも使用可能な全天候型降雪機も開発されている。

## 運用

大気条件が曲線より下であれば造雪が可能。造雪には一般に湿度が高いほど、より低温であることが必要。

降雪機の性能で重視されるのは、水とエネルギーの消費効率を向上させることと、大気環境的に造雪が可能な時間帯を拡大することである。
人工降雪システムの運転にはウォーターポンプが必須で、ガンタイプの場合にはエアコンプレッサーも必要になる場合がある。これらの補助機器は大型かつ高額である。人工雪の作製に必要なエネルギーはスティック型スノーガンで0.6 - 0.7 kWh/m3、スノーマシンで1 - 2 kWh/m3である。人工雪の密度は400 - 500 kg/m3であり、必要な水の量もほぼこれに等しい。
人工降雪システムの大元は川や貯水池などの給水源である。取水した水をポンプ室に設置された大型ポンプによって加圧し、パイプラインを通して山上まで送り、配管ネットワークによって積雪が必要なゲレンデに分配する。多くのスキー場では水が氷晶となる割合を最大化するため水に核化剤を添加する。

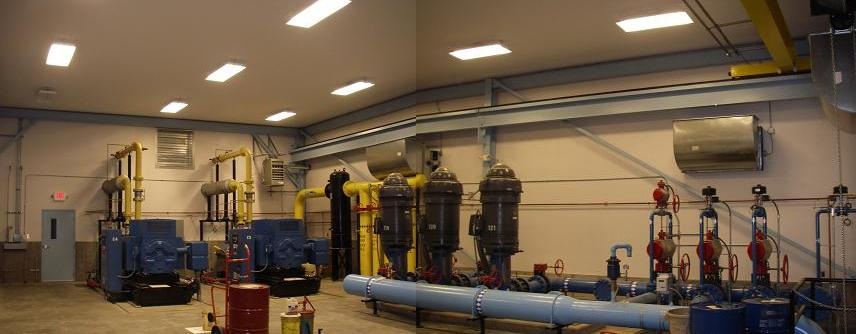
ポンプ室兼コンプレッサー室。

給気が必要なタイプの降雪システムでは、給水配管に加えて加圧空気を送るための配管も埋設される。加圧には、専用の建物に設置された中大型車サイズの工業用エアコンプレッサー（モーター式またはディーゼルエンジン式）が用いられる場合もあるし、トレーラーで運搬するディーゼルエンジン式コンプレッサーが組み込まれる場合もある。ファン式スノーマシンの多くはモーター式コンプレッサーを搭載しているため安価かつコンパクトな運用が可能である。造雪に必要な高出力ウォーターポンプ設備を備えたスキー場はあっても、エアーポンプをはじめから備えていることはまずない。専用のエアーポンプ室を建造するよりコンプレッサーを搭載したスノーマシンを用いる方が安価で簡便である。空気を加圧すると温度が上昇するため、コンプレッサーの下流で冷却・除湿を行うのが一般的である。取水温度が高い場合、水もパイプラインの途中で冷却する。空気や水を冷却すれば、水滴を凍らせるために奪わなければならない熱が減少するので造雪性能が向上する。

### インフラストラクチャー

配管系の図。

ゲレンデに沿って敷設されたパイプラインの各所にシェルターを埋設し、その中に給水栓や給気栓、電源ボックス、計装端子などを設置する。スノーマシン用のシェルターに給気栓は不要だが、スノーガン用やハイブリッド式のシェルターにはすべての供給栓が備えられている。シェルター間隔はスノーマシン用で80 - 90 m、スティック式スノーガン用では30 - 45 mである。給水栓から降雪機までの水の供給には1+1⁄2 - 2インチ径の消防ホースに似た耐圧ホースが用いられる。

## 人工降雪の原理

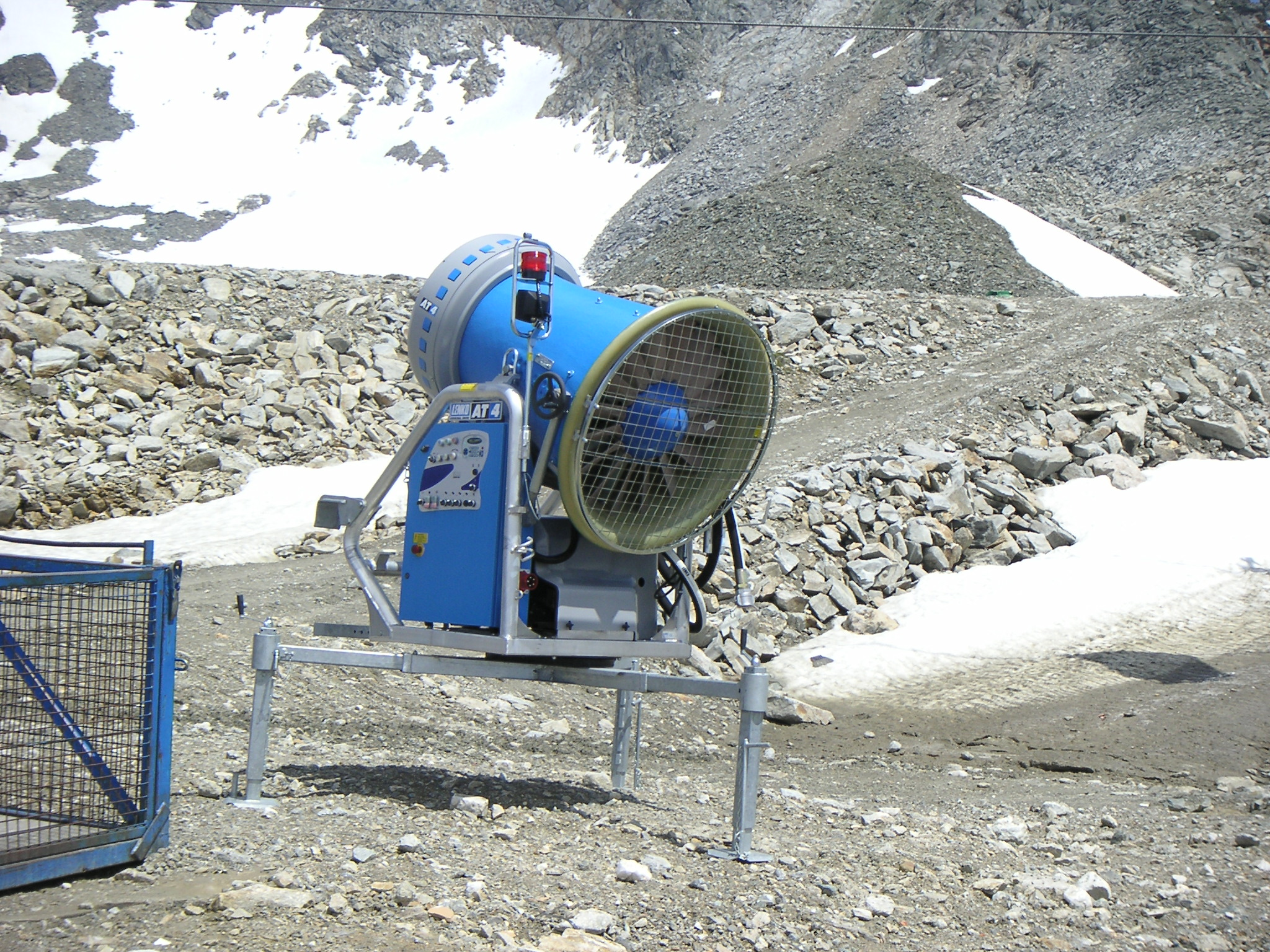
ファン式降雪機の背面。強力なファンが見えている。オーストリアのMölltaler Gletscher。

人工降雪機にはいくつかの種類があるが、雪の生成原理はおおむね共通している。水と圧縮空気を混合したものをノズルから噴射すると、水は激しい気流によって細かい滴になるとともに、圧縮空気の断熱膨張により冷却されて過冷却水滴になる。水温や外気の湿球温度が高い場合、水滴を充分に冷やすため圧縮空気の割合を増やさなければならない。その後、水滴は機械的衝撃や核化剤の作用で凍結を起こし、そのままの形で氷の粒になる。微細な氷晶から気相成長によって形成される自然雪片が六花状（樹枝を持つ六角型）、角板状、針状などの多様な形を持つのに対し、人工降雪機による雪片は水滴と同じく球形に近い。このため、自然雪に比べて粒子表面積が小さく溶けにくい、雪質に粘りがなくサラサラしている、などの特徴がある。

### 核化剤
人工降雪の効率を向上するには、噴霧された水滴が地面に落ちるまでの短い時間に確実に凍結を起こさせなければならない。しかし、自発凍結温度（約−40 ℃）にまで冷えない限り、純粋な水の中では氷の核生成は確率的にしか発生しない。そこで、人工降雪に用いられる水には氷点直下の温度でも氷の核生成を誘発する物質が添加される。そのような物質は核化剤や氷核活性物質と呼ばれる。代表的な核化剤としてはヨウ化銀や氷核活性タンパク質（ice nucleation protein、INP）、無機鉱物などがある。これらの物質の分子構造は氷と類似しているため、その表面に凝集した水分子のクラスターは固体の氷と同じ配列を取りやすくなる。INPは知られている物質の中で特に高い氷核活性を持つ。INPを有する氷核活性細菌の1種、シュードモナス・シリンガエの乾燥菌体はスノーマックス（Snowmax）という名で商品化され、人工降雪用の核化剤として広く用いられている。噴霧される水滴の1個1個が1体以上の菌体を含むように添加濃度が決められる。これらの添加物による人工雪はスキーヤーにとって危険性はないとされているが、環境的な観点からヨウ化金属の使用は減少している。

## 人工降雪機の種類
降雪機の造雪方式にはガンタイプ、ファンタイプの2種類がある。どちらにもそれぞれ利点があり、気象条件や地形に応じて適切なものが選定される。ガンタイプではスノーガン（英: snow gun）と呼ばれる小型のノズルから噴射を行う。この方式では散雪も噴射によって行うため、ファンタイプよりも高圧の圧縮空気が必要である。ガンタイプにはさらに水と圧縮空気の混合について内部混合式と外部混合式がある。近年のスノーガンはスティック型（英: lance）と呼ばれる長い筒を備えた外部混合式のものが主流である。これに対し、ファンタイプの降雪機（英: fan gun, snow cannon）は大口径の強力な軸流ファンを用い、ノズルから噴射されたウォータージェットを広い範囲に飛散させる。この方式の降雪機はスノーマシンとも呼ばれる。スノーマシンには水と空気の混合流体を噴射するエア式と、水のみを噴射するエアレス式、およびそれらの併用型があるが、高温多湿の日本ではエアレス式はあまり用いられない。スノーマシンの設置方式には定置式のほか、給水ホースを引きずりながら移動できる自走式・牽引式のものがある。

### スノーマシン（ファンタイプ）
スノーガンと異なり、スノーマシンではファンを動かすための電源が必要であるが、コンプレッサーを内蔵しているため給気配管を必要としない。近年のスノーマシンには、水のみを噴霧するノズルと水と空気の混合流体を噴霧するノズルを併用するものがある。水ノズルは水滴を生じるのみだが、混合流体ノズルは前述のとおり断熱膨張によって微細な氷晶を生じる。ファンが作る気流の中に水滴と氷晶を作ると、気流中で水滴から蒸発が起こり、気化熱が奪われることで過冷却水滴となる。このとき、氷晶は水滴に対する「種結晶」としてはたらく。すなわち、氷晶は理想的な核化剤であり、氷晶に触れた水滴は氷点以下で即座に凍結することができるのである。この方法によれば湿球温度−2 ℃の高温まで造雪が可能である。ただし、大気の温度が低い方が造雪量と雪質は向上する。主にこれが理由で、スノーマシンの運転は夜間にのみ行われる。造雪量と雪質を最適化するには、水と気流の混合比や圧力が重要である。
近年のスノーマシンは完全にデジタル制御されており、自動運転もしくは中央制御室からの遠隔操作を行うことができる。主要な操作パラメータとしては以下のものがある。開始・停止時間、雪質、運転を行う湿球温度および風速の最大値、水平・鉛直角度、散雪範囲を定める首振り角。首振り角は風向に応じて変化させることができる。

### スノーガン（ガンタイプ）
- 内部混合式スノーガンは、チャンバー内で混合した高圧の水と空気を噴出孔から押し出し、地面に落ちるまでの間に雪に変えるものである。この種のスノーガンは通常丈の低い台か三脚に載せられており、ハングタイム（水が空中にいる時間）を長くするため大量の圧縮空気を必要とする。より最近のモデルはタワー型に作られており、噴射位置を高くすることで空気消費量を低減している。雪質は水の流量に左右されるので、バルブで流量調節を行う。
- 外部混合式スノーガンでは、水のノズルから放出させたスプレー状の細かい水流に対して空気ノズルから圧縮空気をぶつけて水粒子の微細化と冷却を行う。ファン式と同様に、氷晶核生成用の混合流体ノズル（ニュークリエーター）を備えたものもある。通常タワー型である。この方式は水圧が低いと機能しないため、水の流量を調節することは少ないが、ノズルの位置にバルブを設けて噴射量を調整する機種もある。

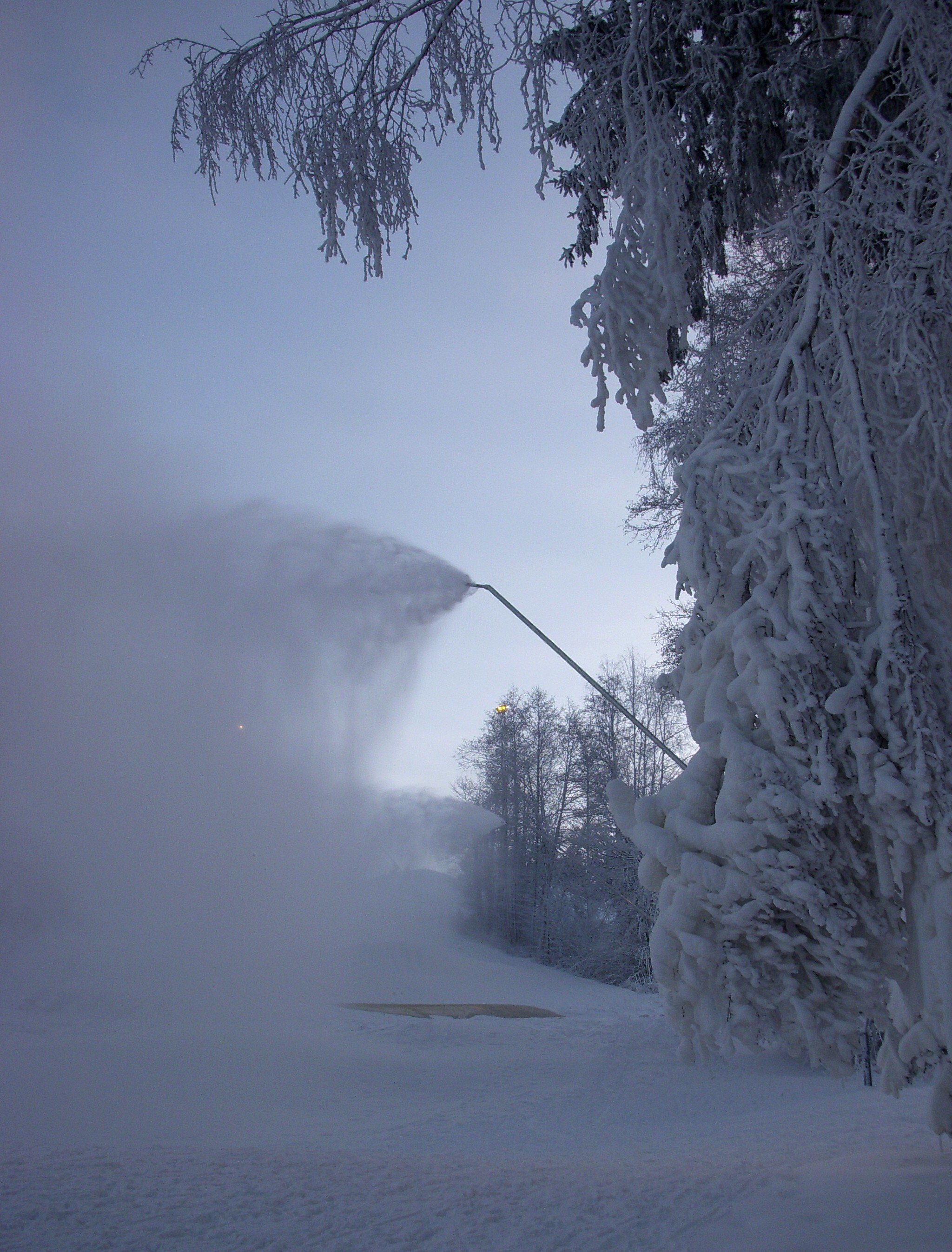
ストックホルム、フロッツブロースキー場で使用中のSnow Lance（スティック型スノーガン）。

- スティック型スノーガンは最大12 mの長さを持つアルミチューブをやや傾けて立てたもので、先端に水や空気のノズルがある。方式としては外部混合式である。噴射位置が高く、落下速度もゆっくりしているため、地面に達するまでに結晶化プロセスは充分に進行する。このプロセスはファン式降雪機ほどエネルギーを必要としないが、散雪範囲が狭い、雪質が良くない、風の影響を受けやすい欠点がある[27]。ファンタイプと比べた利点としては、導入コストが低い、静粛性能が良い、造雪のエネルギー消費が半分で済む、摩耗せず可動部品が少ないことからメンテナンスが容易、造雪速度をおおよそ調整できることなどがある。この方式に必要な水圧は従来2～6 MPa程度だったが、より低い圧力で済む機種も登場している[25]。家庭用として、園芸用の配管が利用できる小型・可搬な機種も販売されている。

### 家庭での利用
スキー場で使用されている人工降雪機の小型版で、一般家庭レベルの空気・水供給量で充分な機種も存在する。給水には園芸用ホースのほか高圧洗浄機を用いることが可能で、後者を用いれば時間当たりの造雪量が増大する。配管用の継手と特別なノズルから簡易的な降雪機を作るDIYプランも存在する。
家庭用降雪機の生産量は空気と水の混合比、温度、風の変動、ポンプ性能、水や空気の供給量などの要因で決まる。単に家庭用のスプレーで水を噴霧しても雪は得られるが、水の凝固点よりもかなり低い温度でなければならない。

## ギャラリー

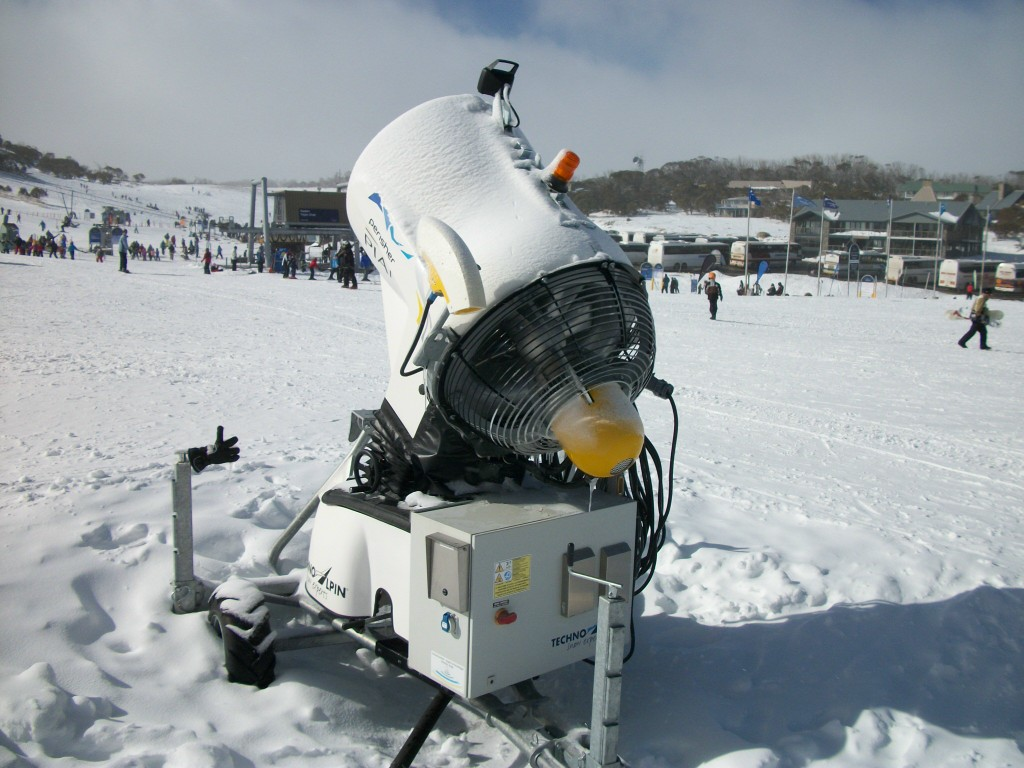
オーストラリア、ニューサウスウェールズ州にあるスミギン・ホールズスキー場に設置された人工降雪機。